# تل زرد
تل زرد، روستایی در دهستان چاه گز بخش حنا شهرستان بختگان در استان فارس ایران است.

## جمعیت
بر پایه سرشماری عمومی نفوس و مسکن در سال ۱۳۹۵، جمعیت این روستا برابر با ۳۰۷ نفر (۹۶ خانوار) بوده است.